# Gregori el Gran
Gregori el Gran (llatí: Gregorius PP. I)  (Roma, c. 540 - Roma, 12 de març de 604), va ser el bisbe de Roma des del 3 de setembre del 590 fins a la seva mort. És conegut per haver instigat la primera missió a gran escala registrada des de Roma, la Missió gregoriana, per convertir els anglosaxons aleshores pagans a Anglaterra al cristianisme. Gregori també és molt conegut pels seus escrits, que van ser més prolífics que els de qualsevol dels seus predecessors com a papa. L'epítet Sant Gregori el Dialogant l'ha unit al cristianisme oriental a causa dels seus Diàlegs.
Fill d'un senador romà i ell mateix prefecte de Roma als 30, Gregori vivia en un monestir que va establir a la seva finca familiar abans d'esdevenir un ambaixador papal i després Papa. Tot i que va ser el primer papa d'origen monàstic, les seves experiències polítiques anteriors poden haver-lo ajudat a ser un administrador amb talent. Durant el seu papat, va superar enormement amb la seva administració els emperadors per millorar el benestar del poble de Roma, i va desafiar les opinions teològiques del patriarca Eutiqui de Constantinoble davant l'emperador Tiberi II. Gregori va recuperar l'autoritat papal a Espanya i França i va enviar missioners a Anglaterra, inclosos Agustí de Canterbury i Paulí de York. El realineament de la fidelitat bàrbara a Roma de les seves aliances cristianes arrianes va configurar l'Europa medieval. Gregori va veure com els francs, els llombards i els visigots s'alineaven amb Roma en la religió. També va combatre l'heretgia donatista, popular en aquella època especialment al nord d'Àfrica.
Al llarg de l'edat mitjana, va ser conegut com "el pare de l'adoració cristiana" a causa dels seus esforços excepcionals per revisar el culte romà del seu temps. Les seves contribucions al desenvolupament de la Divina Litúrgia dels Dons Presantificats, encara en ús en el ritu bizantí, van ser tan significatives que generalment se'l reconeix com el seu autor de facto.
Gregori és un dels pares llatins i un doctor de l'Església. És considerat sant a l'Església Catòlica, a l'Església Ortodoxa Oriental, la Comunió Anglicana, diverses confessions luteranes i altres confessions protestants. Immediatament després de la seva mort, Gregori va ser canonitzat per l'aclamació popular. El reformador protestant Joan Calví va admirar molt Gregori i va declarar a la seva Institució que Gregori era l'últim bon papa. És el patró de músics, cantants, estudiants i professors.

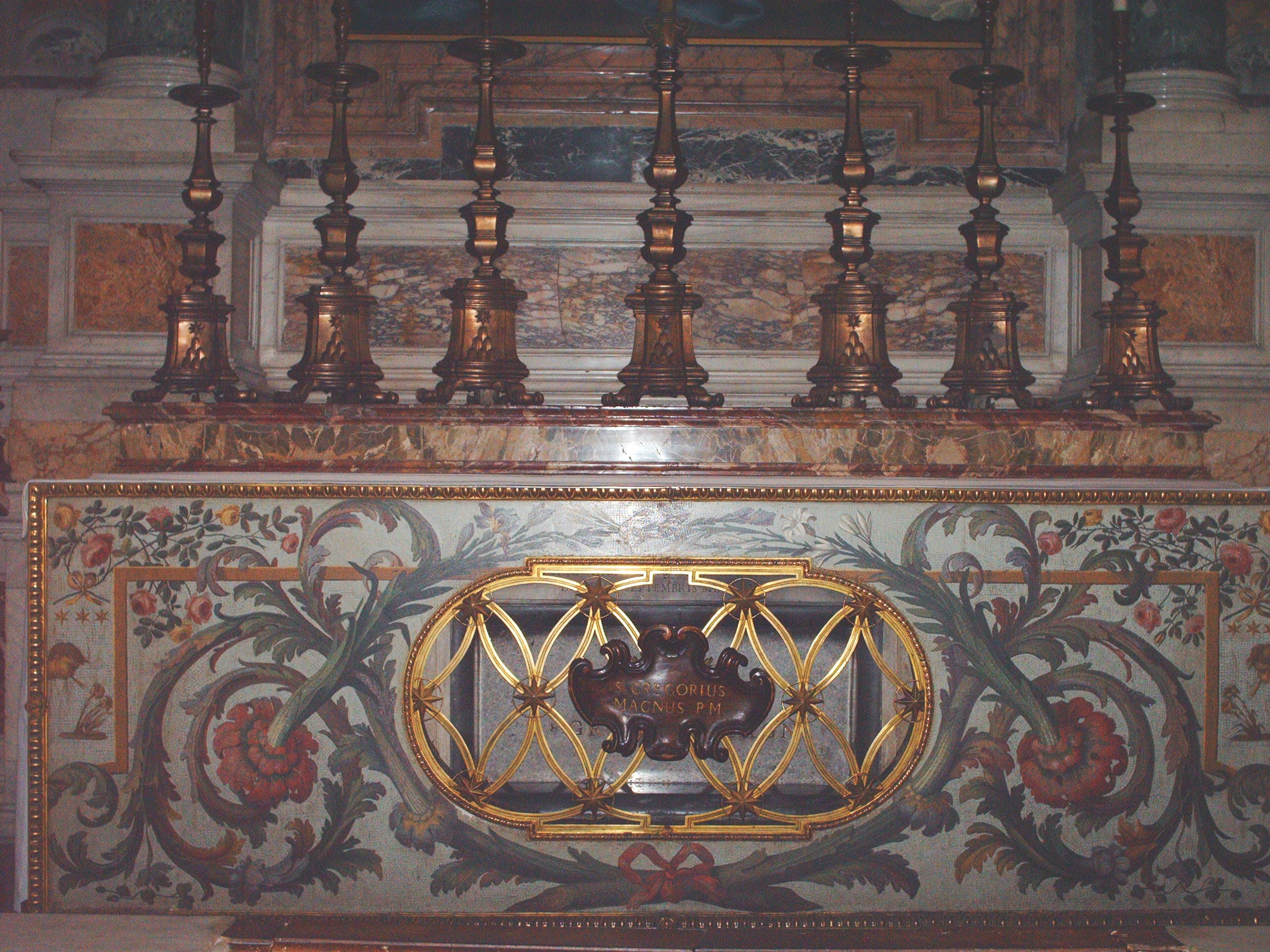
Tomba del Papa a Sant Pere del Vaticà

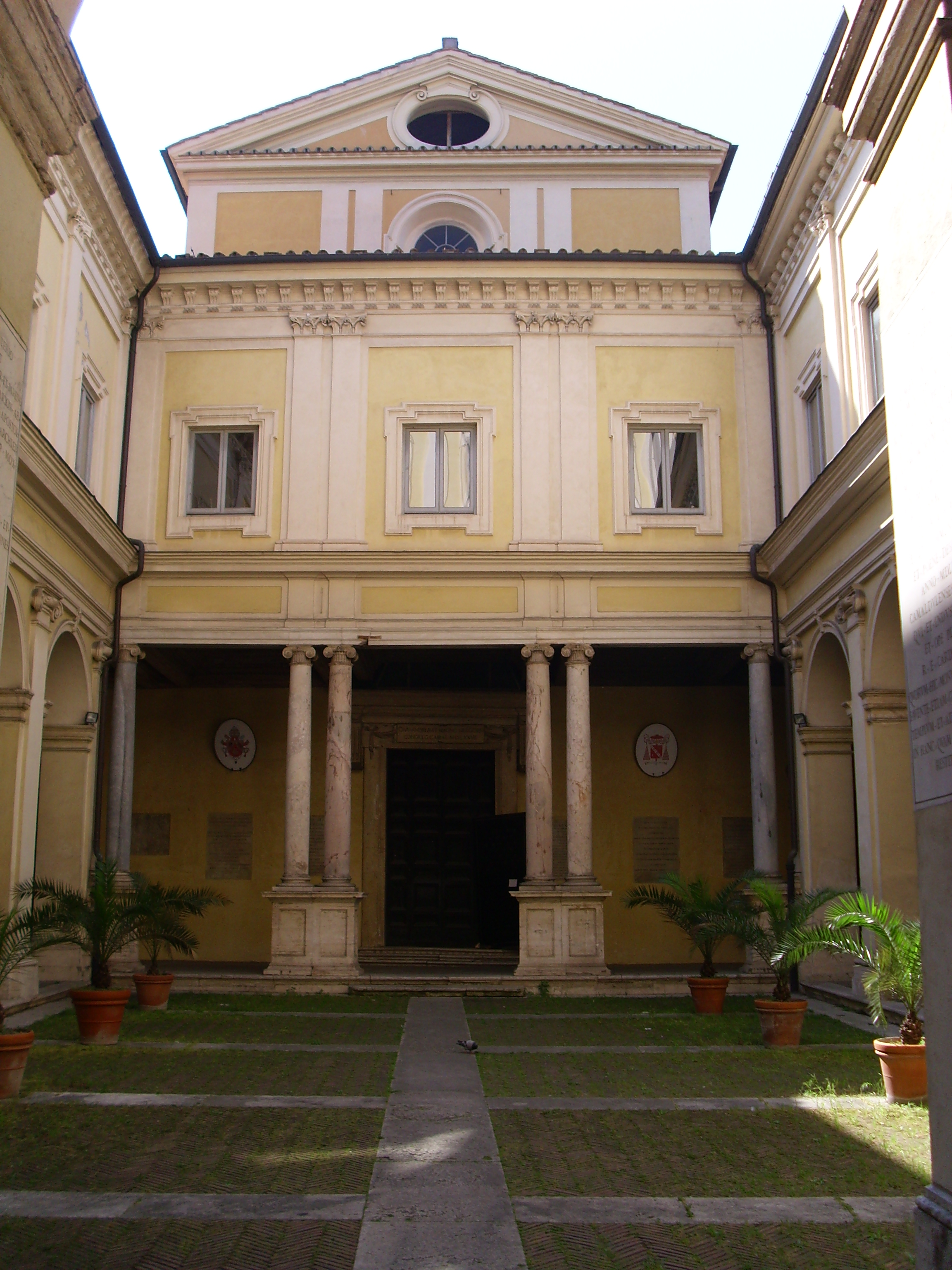
San Gregorio in Celio (Roma), on hi havia el monestir que va habitar el sant

## Primers anys
La data exacta del naixement de Gregori és incerta, però se sol estimar al voltant de l'any 540, a la ciutat de Roma, reconquerida recentment per l'Imperi Romà d'Orient als ostrogots. Els seus pares el van anomenar Gregorius, que segons Ælfric d'Eynsham a Una homilia en el dia del naixement de sant Gregori... "és un nom grec [sic], que significa en la llengua llatina, Vigilantius ... " L'escriptor medieval que va proporcionar aquesta etimologia no va dubtar a aplicar-la a la vida de Gregori. Ælfric afirma: "Va ser molt diligent en els manaments de Déu".
Gregori va néixer en el sí d'una família rica i noble romana, amb estreta connexió amb l'Església. El seu pare, Gordianus, un patrici que va exercir de senador i durant un temps va ser el prefecte de la ciutat de Roma, també va ocupar el càrrec de Regionarius a l'església, encara que no se sap res més sobre aquesta posició. La mare de Gregori, Sílvia, també era de casa bona i tenia una germana casada, Pateria, a Sicília. La seva mare i dues ties paternes són honrades per les esglésies catòliques i ortodoxes com a santes. El besavi de Gregori havia estat el papa Fèlix III, el nominat al rei gòtic, Teodoric. L'elecció de Gregori al tron de Sant Pere va convertir la seva família en la dinastia clerical més distingida del període.
La família posseïa i residia en una vila suburbana al turó Celi, que donava al mateix carrer (actual Via di San Gregorio) que els antics palaus dels emperadors romans al turó Palatí de davant. El nord del carrer arriba al Coliseu; al sud, el Circ Màxim. En temps de Gregori, els edificis antics estaven en ruïnes i eren de propietat privada. Les vil·les cobrien la zona. La família de Gregori també posseïa finques de treball a Sicília i al voltant de Roma. Més tard, Gregori va fer retrats al fresc a la seva antiga casa del celès i aquests van ser descrits 300 anys després per Joan el diàcon. Gordianus era alt, amb la cara llarga i els ulls clars. Portava barba. Silvia era alta, tenia la cara rodona, els ulls blaus i un aspecte alegre. Van tenir un altre fill del qual es desconeix el nom i el destí.
Gregori va néixer en un període de convulsions a Itàlia. A partir del 542 l'anomenada pesta de Justinià va escombrar les províncies de l'imperi, inclosa Itàlia. La plaga va causar fam, pànic i, a vegades, disturbis. En algunes parts del país, més d'un terç de la població va ser arrasada o destruïda, amb greus efectes espirituals i emocionals sobre la gent de l'imperi. Políticament, tot i que l'Imperi Romà d'Occident feia temps que havia desaparegut a favor dels reis gòtics d'Itàlia, durant la dècada de 540 Itàlia va ser gradualment reconquerida dels gots per Justinià I, emperador de l'Imperi Romà d'Orient que governava a Constantinoble. Com que els combats es van desenvolupar principalment al nord, el jove Gregori probablement en va veure poc. Totila va saquejar i abandonar Roma el 546, destruint la major part de la seva població, però el 549 va convidar els que encara eren vius a tornar als carrers buits i en ruïnes. S'ha plantejat la hipòtesi que el jove Gregori i els seus pares es van retirar durant aquest interrupció a les seves possessions sicilianes per tornar el 549. La guerra va acabar a Roma el 552, i la posterior invasió dels francs va ser derrotada el 554. Després d'això, hi va haver pau a Itàlia i l'aparició de restauracions, excepte que el govern central ara residia a Constantinoble.
Com la majoria dels homes joves de la seva posició a la societat romana, Gregori tenia una bona formació, aprenent gramàtica, retòrica, ciències, literatura i dret; va destacar en tots aquests camps. Gregori de Tours va informar que "en gramàtica, dialèctica i retòrica ... no era segon ..." Escrivia llatí correcte però no llegia ni escrivia grec. Coneixia autors llatins, ciències naturals, història, matemàtiques i música i tenia una "fluïdesa amb la llei imperial" que potser s'hi va formar "com a preparació per a una carrera a la vida pública". De fet, es va convertir en un funcionari del govern, que va avançar ràpidament en rang per convertir-se, com el seu pare, prefecte de Roma, el càrrec civil més alta de la ciutat, amb només trenta-tres anys.
Els monjos del monestir de Sant Andreu, establerts per Gregori a la casa ancestral del Celià, van fer-ne un retrat després de la seva mort, que Joan el diàcon també va veure al segle ix. Informa de la imatge d'un home que era "bastant calb" i que tenia una barba "marró" com la del seu pare i una cara de forma intermèdia entre la de la mare i el del pare. El cabell que tenia als costats era llarg i corbat. El seu nas era "prim i recte" i "lleugerament aquilí". "El seu front era alt". Tenia els llavis gruixuts, "subdividits" i la barbeta "amb un atractiu protagonisme" i les "mans boniques".
A l'època moderna, Gregori es representa sovint com un home a la frontera, situat entre el món romà i el germànic, entre l'Orient i l'Occident i, sobretot, potser entre l'època antiga i la medieval.

## Anys monàstics
A la mort del seu pare, Gregori va convertir la seva vil·la familiar en un monestir dedicat a l'apòstol Andreu (després de la seva mort es va dedicar a San Gregorio Magno al Celio). En la seva vida de contemplació, Gregori va concloure que "en aquest silenci del cor, mentre vigilem a través de la contemplació, estem com adormits de totes les coses que són fora".
Gregori tenia un profund respecte per la vida monàstica i sobretot pel vot de pobresa. Així, quan va sortir a la llum que un monjo estirat al llit de la mort havia robat tres peces d'or, Gregori, com a càstig corrector, va obligar el monjo a morir sol, després va llançar el seu cos i les seves monedes a un munt de fem per a podrir-se amb una condemna. "Porteu-vos els vostres diners a la perdició". Gregori creia que el càstig dels pecats pot començar, fins i tot en aquesta vida abans de la mort. No obstant això, amb el temps, després de la mort del monjo, Gregori va oferir 30 misses perquè l'home ajudés la seva ànima abans del judici final. Va considerar ser monjo la "recerca ardent de la visió del nostre Creador". Les seves tres tietes paternes eren monges reconegudes per la seva santedat. No obstant això, després que les dues grans, Trasilla i Emiliana, morissin després de veure una visió del seu avantpassat el papa Fèlix III, la més jove abandonà aviat la vida religiosa i es casà amb l'administrador de la seva finca. La resposta de Gregori a aquest escàndol familiar va ser que "molts es diuen però pocs són escollits". La mare de Gregori, Sílvia, és ella mateixa una santa 
.
Finalment, el papa Pelagi II va ordenar Gregori com a diaca i va demanar la seva ajuda per intentar curar el cisma dels Tres Capítols al nord d'Itàlia. Tanmateix, aquest cisma no es va curar fins molt després que Gregory hagués mort.

## Apocrisiariat (579–585)

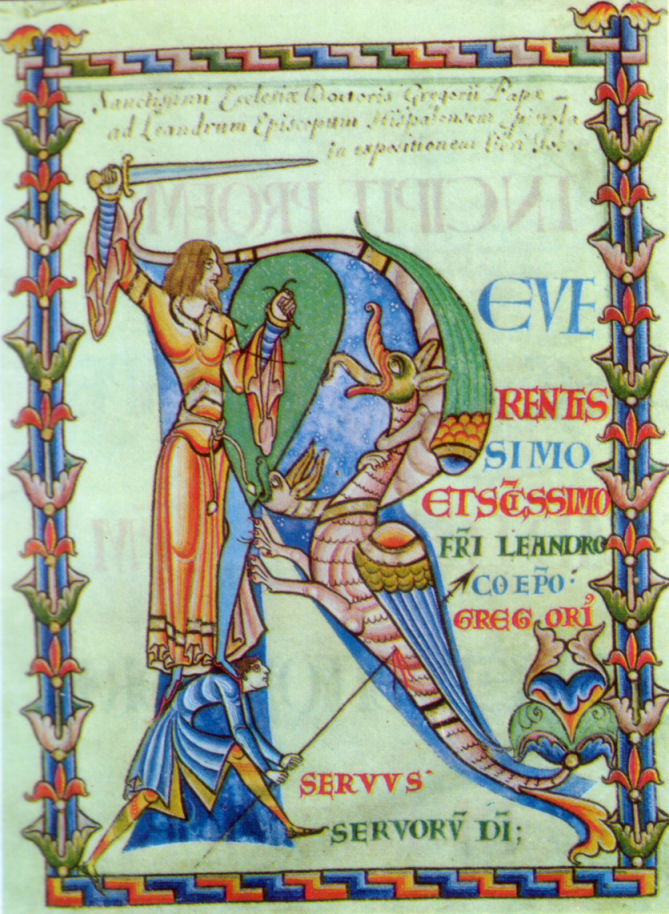
Il·luminació en un manuscrit del d'una carta de Gregory a Leandre, bisbe de Sevilla (Bibl. Municipale, MS 2, Dijon)

El 579, Pelagi II va escollir Gregori com el seu apocrisiari (ambaixador a la cort imperial de Constantinoble), càrrec que ocuparia fins al 586. Gregori formava part de la delegació romana (laica i clerical) que va arribar a Constantinoble el 578 per demanar ajuda militar a l'emperador contra els llombards. Amb l'exèrcit romà d'Orient centrat a l'Est, aquestes súpliques van resultar infructuoses; el 584, Pelagi II va escriure a Gregori com a apocrisiarius, detallant les dificultats que estava patint Roma sota els llombards i demanant-li que demanés a l'emperador Maurici que enviés una força de socors Maurice, tanmateix, havia decidit fa molt de temps limitar els seus esforços contra els llombards a la intriga i la diplomàcia, enfrontant-los contra els francs Aviat es va fer evident per a Gregori que era improbable que els emperadors romans d'Orient enviessin aquesta força, donades les seves dificultats més immediates amb els perses a l'est i els àvars i eslaus al nord.
Segons Ekonomou, "si la tasca principal de Gregori era defensar la causa de Roma davant l'emperador, sembla que li quedava poc quan fes evident la política imperial cap a Itàlia. Els representants papals que pressionessin les seves afirmacions amb un vigor excessiu podrien convertir-se ràpidament en una molèstia i es trobaven completament exclosos de la presència imperial ". Gregori ja havia presentat una reprimenda imperial pels seus llargs escrits canònics sobre el tema de la legitimitat de Joan III Escolàstic, que havia ocupat el Patriarcat de Constantinoble durant dotze anys abans del retorn d'Eutiqui (que havia estat expulsat per Justinià). Gregori es va dedicar a cultivar connexions amb l'elit romana d'Orient de la ciutat, on es va fer extremadament popular amb la classe alta de la ciutat, "especialment les dones aristocràtiques". Ekonomou suposa que "si bé Gregori es va poder convertir en pare espiritual d'un important i important segment de l'aristocràcia de Constantinoble, aquesta relació no va fer avançar significativament els interessos de Roma davant l'emperador". Tot i que els escrits de Joan el Diaca afirmen que Gregori "va treballar amb diligència per a l'alleujament d'Itàlia", no hi ha evidències que el seu mandat va assolir gaire cap cap dels objectius de Pelagi II.
Les disputes teològiques de Gregori amb el patriarca Eutiqui deixarien un "amarg gust per l'especulació teològica d'Orient" amb Gregori, que el va continuar influint en el seu propi papat. Segons fonts occidentals, el debat molt públic de Gregori amb Eutiqui va culminar en un intercanvi davant Tiberi II on Gregori va citar un passatge bíblic en suport de la visió que Crist era corporal i palpable després de la seva resurrecció; presumptament com a resultat d'aquest intercanvi, Tiberi II va ordenar cremar els escrits d'Eutiqui. Ekonomou considera aquest argument, tot i que exagerat en fonts occidentals, com "un assoliment d'una apocrisariat altrament infructuós" de Gregori. En realitat, Gregori es va veure obligat a confiar en les Escriptures perquè no sabia llegir les obres autoritzades gregues no traduïdes.
Gregori va deixar Constantinoble cap a Roma el 585, tornant al seu monestir al turó Celi. Gregori va ser elegit per aclamació per succeir a Pelagi II el 3 de setembre del 590, quan aquest va morir a causa de la pesta que s'estenia per la ciutat. Gregori va ser aprovat per un iussio imperial de Constantinoble el setembre següent (com era la norma durant el papat bizantí).

### Controvèrsia amb Eutiqui
A Constantinoble, Gregori va discutir amb el vell patriarca Eutiqui de Constantinoble, que recentment havia publicat un tractat, ara perdut, sobre la Resurrecció General. Eutiqui va sostenir que el cos ressuscitat "serà més subtil que l'aire i ja no es palparà"". Gregori es va oposar a la palpabilitat del Crist ressuscitat a Lu 24:39. Com que la disputa no es va poder resoldre, l'emperador romà d'Orient, Tiberi II Constantí, es va comprometre a arbitrar. Va decidir a favor de la palpabilitat i va ordenar que es cremés el llibre d'Eutiqui. Poc després, tant Gregori com Eutiqui es van emmalaltir; Gregori es va recuperar, però Eutiqui va morir el 5 d'abril de 582, als 70 anys. Al seu llit de mort, Eutiqui va deixar la impalpabilitat i Gregori va abandonar l'assumpte. Tiberi també va morir pocs mesos després d'Eutiqui.

## Papat
Gregori estava més inclinat a romandre retirat a l'estil de vida monàstic de contemplació. En textos de tots els gèneres, especialment els produïts en el seu primer any com a papa, Gregori es lamentava de la càrrega del càrrec i lamentava la pèrdua de la vida de pregària que no havia estat pertorbada en el seu moment com a monjo.

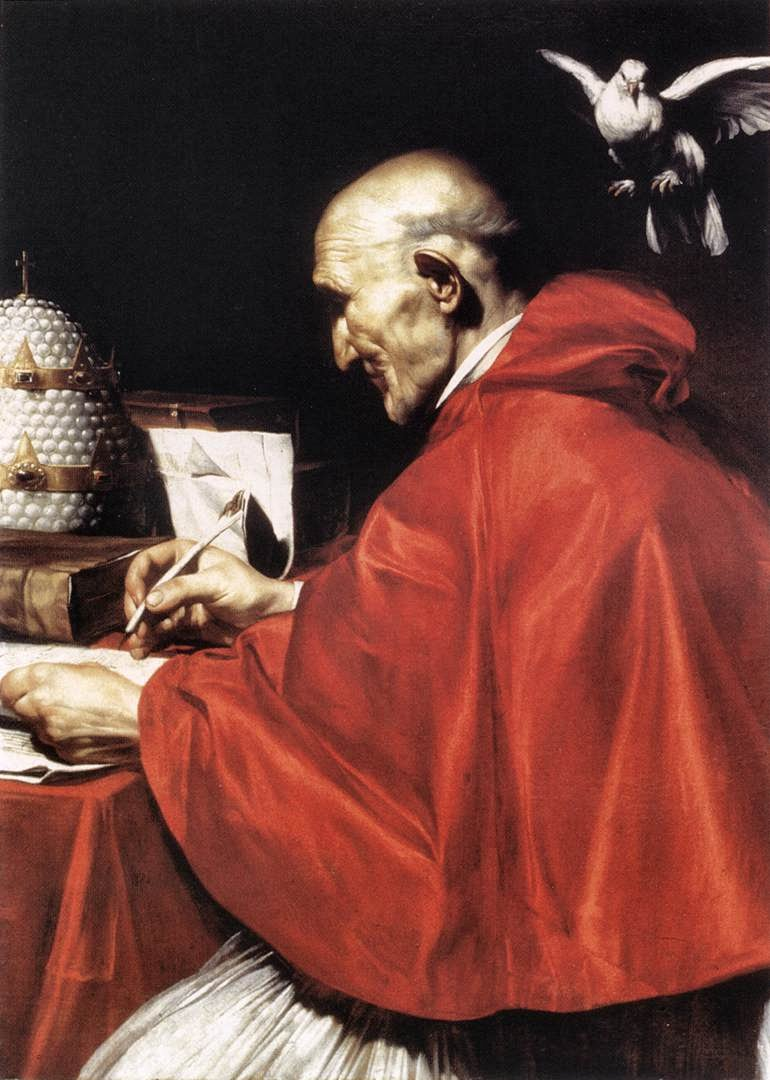
Sant Gregori el Gran by José de Ribera

Quan es va convertir en papa el 590, entre els seus primers actes hi havia escriure una sèrie de cartes que rebutjaven qualsevol ambició al tron de Pere i lloaven la vida contemplativa dels monjos. En aquest moment, per diverses raons, la Santa Seu no havia exercit un lideratge efectiu a Occident des del pontificat de Gelasi I. L'episcopat a la Gàl·lia fou extret de les grans famílies territorials i s'identificà amb elles: l'horitzó parroquial del contemporani de Gregori, Gregori de Tours, es pot considerar típic; a l'Hispània visigòtica els bisbes tenien poc contacte amb Roma; a Itàlia, els territoris que de facto havien caigut sota l'administració del papat van ser assetjats pels violents ducs llombards i la rivalitat dels romans d'Orient a l'exarcat de Ravenna i al sud.
El Papa Gregori tenia fortes conviccions en les missions: "Déu Totpoderós posa els homes bons en autoritat perquè transmeti per ells els dons de la seva misericòrdia als seus súbdits. I això és el cas dels britànics sobre els quals heu estat nomenats per governar, perquè a través de les benediccions atorgades a vosaltres, les benediccions del cel es poguessin atorgar també al vostre poble". Se li atribueix la dinamització de la tasca missionera de l'Església entre els pobles no cristians del nord d'Europa. És famós per haver enviat una missió, sovint anomenada missió gregoriana, sota la direcció d'Agustí de Canterbury, prior de Sant Andreu, on potser havia succeït a Gregori, per evangelitzar els anglosaxons pagans d'Anglaterra. Sembla que el papa no havia oblidat mai els esclaus anglesos que havia vist alguna vegada al Fòrum Romà. La missió va tenir èxit, i va ser des d'Anglaterra que els missioners van partir més tard cap als Països Baixos i Alemanya. La predicació de la fe cristiana no herètica i l'eliminació de totes les seves desviacions van ser un element clau en la visió del món de Gregori i va constituir una de les principals polítiques continuades del seu pontificat. El papa Gregori el Gran va instar els seus seguidors al valor del bany com a necessitat corporal.
Es diu que va ser declarat sant immediatament després de la seva mort per "aclamació popular".
En els seus documents oficials, Gregori va ser el primer a fer un ús extens del terme "Servent dels servents de Déu" (servus servorum Dei) com a títol papal, iniciant així una pràctica que havien de seguir la majoria dels papes posteriors.

### L'almoina
L'Església va tenir una pràctica des dels primers temps de transmetre una gran part de les donacions que rebia dels seus membres com a almoina. Com a papa, Gregori va fer tot el possible per fomentar aquest alt nivell entre el personal de l'Església. Gregori és conegut pel seu extens sistema administratiu de socors benèfics per als pobres de Roma. Els pobres eren principalment refugiats de les incursions dels llombards. La filosofia segons la qual va idear aquest sistema és que la riquesa pertanyia als pobres i l'Església només era el seu administrador. Va rebre abundants donacions de les famílies benestants de Roma, que, seguint el seu propi exemple, desitjaven, en fer-ho, expiar els seus pecats. Va donar almoines de manera tan fastuosa, tant individualment com en massa. Va escriure en cartes:" Sovint t'he carregat ... perquè actuïs com el meu representant ... per alleujar els pobres en la seva angoixa ..." i "... Tinc el càrrec d'intendent al propietat dels pobres .... "
A l'època de Gregori, l'Església de Roma rebia donacions de molts tipus diferents: consumibles com menjar i roba; inversió immobiliària: béns immobles i obres d'art; i béns de capital o propietats generadores d'ingressos, com ara els latifundis sicilians o finques agrícoles. L'Església ja tenia un sistema per fer circular els consumibles als pobres: associat a cadascuna de les esglésies principals de la ciutat hi havia un diaconi o ofici del diaca. Se li va donar un edifici des del qual els pobres podien demanar ajuda en qualsevol moment
Les circumstàncies en què Gregori es va convertir en papa el 590 eren ruïnoses. Els llombards ocupaven la major part d'Itàlia. Les seves depredacions havien aturat l'economia. Van acampar gairebé a les portes de Roma. La ciutat estava plena de refugiats de tots els àmbits de la vida, que vivien al carrer i tenien poques de les necessitats de la vida. La seu del govern es trobava lluny de Roma a Constantinoble i semblava incapaç d'emprendre l'alleujament d'Itàlia. El papa havia enviat emissaris, inclòs Gregori, demanant ajuda sense resultat.

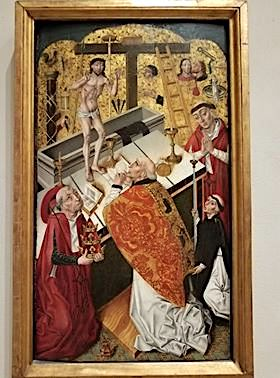
Missa de Sant Gregori, c. 1490, atribuït a Diego de la Cruz, oli i or sobre taula (Philadelphia Museum of Art))

El 590, Gregori ja no podia esperar a Constantinoble. Va organitzar els recursos de l'Església en una administració per a l'alleujament general. En fer-ho, va demostrar el talent i la comprensió intuïtiva dels principis de la comptabilitat, que encara trigaria segles en compilar-se. L'Església ja tenia documents comptables bàsics: tota despesa es registrava en revistes anomenades regesta, "llistes" de quantitats, destinataris i circumstàncies. Els ingressos es van registrar en políptics, "llibres ". Molts d'aquests políptics eren llibres majors que registraven les despeses de funcionament de l'Església i els béns, el patrimoni. Una administració papal central, la notarii, sota un cap, el primicerius notariorum, guardava els llibres majors i emetia brevia patrimonii, o llistes de béns de les quals cada rector era responsable.
Gregori va començar exigint agressivament als seus homes d'església que busquessin i alleugerissin les persones necessitades i els va recriminar si no ho feien. En una carta a un subordinat de Sicília, va escriure: "Et demanava sobretot que cuidessis dels pobres. I si coneguessis persones en situació de pobresa, hauries d'haver-les assenyalat ... Desitjo que doni a la dona, Pateria, quaranta sòlids per a les sabates dels nens i quaranta bushels de gra ... " Aviat va substituir els administradors que no cooperarien amb aquells que ho farien i, al mateix temps, n'afegia més en un gran pla que tenia en ment. Va entendre que les despeses s'haurien d'equilibrar amb els ingressos. Per pagar les seves despeses augmentades, va liquidar la inversió immobiliària i va pagar les despeses en efectiu segons un pressupost registrat al poliptici. Als homes de l'església se'ls pagava quatre vegades a l'any i també se'ls donava personalment una moneda d'or pels seus problemes.
Els diners, però, no eren cap substitut del menjar en una ciutat que estava a la vora de la fam. L'Església ara posseïa entre 3.400 i 4.700 km 2 de terres de cultiu generadores d'ingressos dividides en grans seccions anomenades patrimonia. Produïa mercaderies de tota mena, que es venien, però Gregori va intervenir i va enviar les mercaderies a Roma per distribuir-les a la diaconia. Va donar ordres d'intensificar la producció, establir quotes i establir una estructura administrativa per dur-la a terme. A la part inferior hi havia el rusticus qui produïa la mercaderia. Alguns rustici eren o eren propietaris d'esclaus. Va lliurar part del seu producte a un conductor al qual va arrendar la terra. Aquest últim va informar a un actionarius, aquest a un defensor i aquest a un rector. El gra, el vi, el formatge, la carn, el peix i l'oli van començar a arribar a Roma en grans quantitats, on es donava com a almoina.
Les distribucions a persones qualificades van ser mensuals. No obstant això, una certa proporció de la població vivia al carrer o estava massa malalta o malalta per recollir el subministrament d'aliments mensual. Gregori els enviava cada matí un petit exèrcit de persones caritatives, principalment monjos, amb menjar preparat. Es diu que no sopava fins que els indigents fossin alimentats. Quan va sopar, va compartir la taula familiar, que havia salvat (i que encara existeix), amb 12 convidats indigents. Als necessitats que vivien en cases riques, els enviava menjars que havia cuinat amb les seves pròpies mans com a regal per estalviar-los la indignitat de rebre beneficència. En sentir la mort d'un indigent en una cambra del darrere, va estar deprimit durant dies, entretenint durant un temps la suposició que havia fallat en el seu deure i era un assassí.
Aquestes i altres bones accions i un estat d'ànim caritatiu van guanyar completament el cor i la ment del poble romà. Ara buscaven el govern del papat, ignorant l'estat de Constantinoble. L'oficina de prefecte urbà va quedar sense candidats. Des de l'època de Gregori el Gran fins a l'ascens del nacionalisme italià, el papat va ser la presència més influent a Itàlia.

## Obres

### Reformes litúrgiques
Joan el Diaca va escriure que el papa Gregori I va fer una revisió general de la litúrgia de la missa pretridentina, "eliminant moltes coses, canviant-ne algunes, afegint-ne algunes". En cartes, Gregori remarca que va traslladar el Pater Noster immediatament després del cànon romà i immediatament abans de la Fracció. Aquesta posició encara es manté avui a la litúrgia romana. La posició pre-gregoriana és evident en el ritus ambrosià. Gregori va afegir material al Hanc Igitur del Cànon romà i va establir els nou Kyries (un vestigi vestigi de la lletania que originalment es trobava en aquell lloc) al començament de la missa. També va reduir el paper dels diaques en la litúrgia romana.
Els sagramentaris directament influenciats per les reformes gregorianes són anomenats Sacrementaria Gregoriana. Les litúrgies romanes i d'altres occidentals des d'aquesta època tenen una sèrie de pregàries que canvien per reflectir la festa o l'època litúrgica; aquestes variacions són visibles a les col·lectes i prefacis, així com al propi Cànon romà.

#### Divina litúrgia dels regals santificats
A l'església ortodoxa oriental i a les esglésies catòliques orientals, s'acredita a Gregori la principal influència en la construcció de la litúrgia divina més penitencial dels dons pre-santificats, una forma totalment separada de la divina litúrgia en el ritu bizantí adaptada a les necessitats de la temporada de la Gran Quaresma. El seu equivalent al ritu romà és la missa dels santificats que s'utilitza només el divendres sant. La litúrgia siríaca dels dons santificats continua sent utilitzada en el ritu Malankara, una variant del ritu sirià occidental practicat històricament a l'església Malankarade l'Índia, i ara practicat per les diverses esglésies que en van descendir i en algunes ocasions a l'Església Assíria Oriental.

#### Cant gregorià

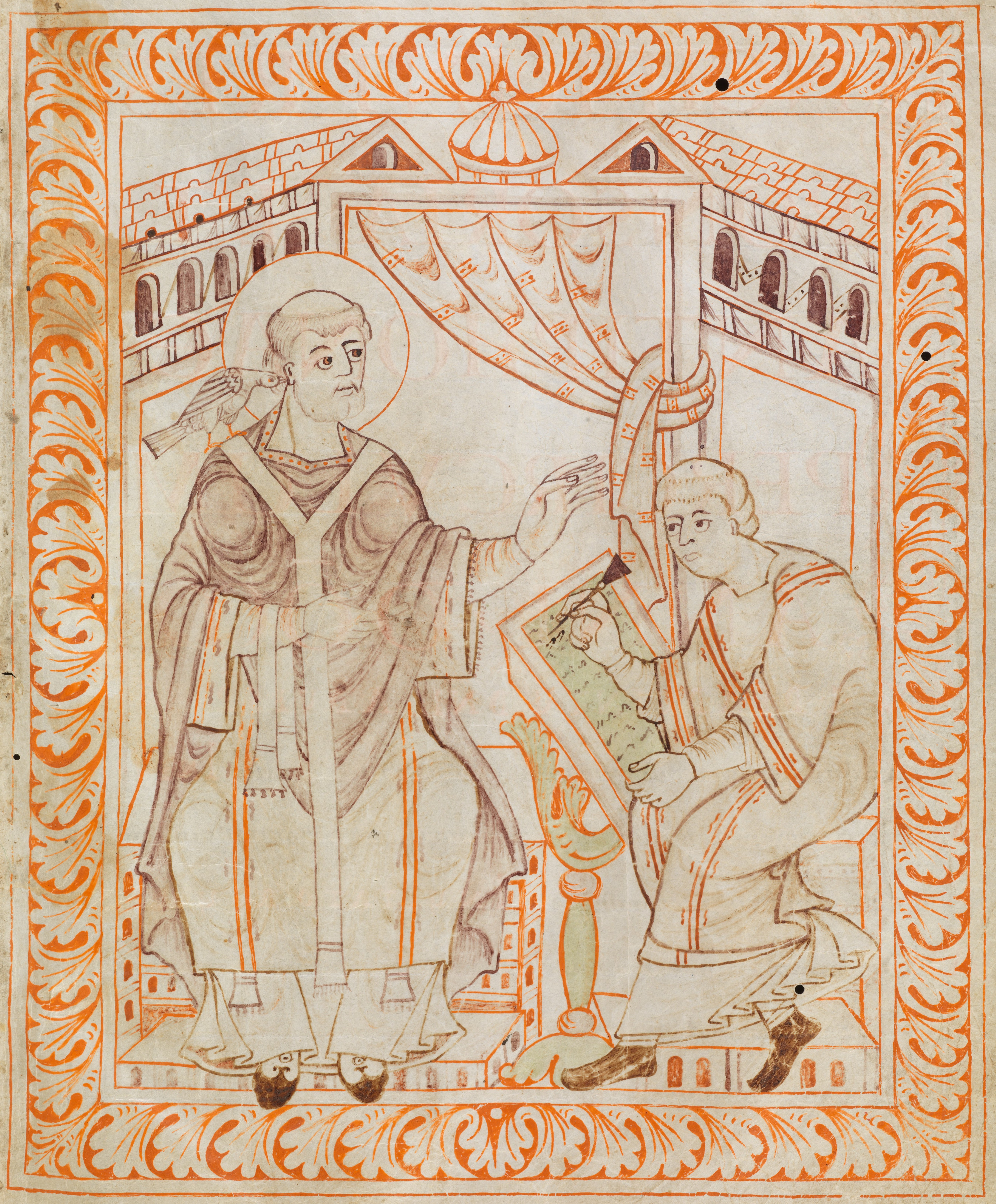
Antifonari d'Hartker del monestir de Saint Gall

La forma principal del cantant occidental normalitzada, estandarditzada a finals del segle ix, va ser atribuïda al papa Gregori I i, per tant, va prendre el nom de cant gregorià. La primera atribució d'aquest tipus es troba a la biografia de Gregori de Joan el Diaca (873), gairebé tres segles després de la mort del papa, i el cant que porta el seu nom "és el resultat de la fusió d'elements romans i francs que va tenir lloc a l'imperi franco-alemany sota Pipí el Breu, Carlemany i els seus successors".

### Escrits
A Gregori se li atribueix habitualment la fundació del papat medieval i molts li atribueixen el començament de l'espiritualitat medieval. Gregori és l'únic papa entre els segles v i xi, la correspondència i els escrits del qual han sobreviscut prou per formar un corpus exhaustiu. Alguns dels seus escrits són:
- Comentari sobre Job, conegut sovint pel seu títol llatí, Magna Moralia. Aquesta és una de les obres patrístiques més llargues. Possiblement es va acabar ja el 591. Es basa en les converses que Gregori va donar sobre el Llibre de Job als seus "germans" que l'acompanyaven a Constantinoble. La feina que tenim és el resultat de la revisió i finalització de Gregori poc després de la seva adhesió a l'ofici papal.[55]
- Cura pastoral (Liber regulae pastoralis), en què contrastava el paper dels bisbes com a pastors del seu ramat amb la seva posició de nobles de l'església: la declaració definitiva de la naturalesa de l'ofici episcopal. Probablement es va començar abans de la seva elecció com a papa i es va acabar el 591.
- Diàlegs, una col·lecció de quatre llibres de miracles, signes, meravelles i curacions fets pels homes sants, sobretot monàstics, de la Itàlia del segle vi, amb el segon llibre dedicat íntegrament a la vida popular de Sant Benet[56]
- Sermons, incloent:
  - Els sermons inclouen les 22 Homilae in Hiezechielem  (Homilies sobre Ezequiel), que tracten sobre Ezequiel 1.1–4.3 al primer llibre i Ezequiel 40 al llibre 2. Es van predicar durant els anys 592–3, els anys que els llombards van assetjar Roma, i contenen dels ensenyaments místics més profunds de Gregori. Van ser revisats vuit anys després.
  - El Homilae xl in Evangelia  (Quaranta Homilies sobre els Evangelis) per a l'any litúrgic, lliurats durant 591 i 592, que van ser aparentment va acabar per 593. Un fragment de papir d'aquest còdex es conserva al Museu Britànic de Londres.[57]
  - Expositio in Canticis Canticorum.  Només 2 d'aquests sermons de la cançó de les cançons sobreviuen, discutint el text fins a la cançó 1.9.
- In Librum primum regum expositio (Comentari a 1r Reis), que ara els estudiosos pensen que es tracta d'una obra del monjo del segle xii Pere de Cava, que ja no utilitzava material gregorià.
- S'han conservat còpies d'unes 854 cartes. Durant l'època de Gregori, els escribes feien còpies de cartes papals en un Registrum (Registre), que després es guardava al scrinium. Se sap que al segle ix, quan Joan el diàcon va compondre la seva Vida de Gregori, el registre de les cartes de Gregori estava format per 14 rotlles de papir (tot i que és difícil estimar quantes lletres podria haver representat això). Encara que aquests rotlles originals s'han perdut, les 854 cartes han sobreviscut en còpies fetes en diverses èpoques posteriors, el lot més gran de 686 cartes es va fer per ordre d'Hadrià I (772-95).[55] La majoria de les còpies, que daten del segle x al xv, s'emmagatzemen a la Biblioteca del Vaticà.[58]

Gregori va escriure més de 850 cartes en els darrers 13 anys de la seva vida (590-604) que ens donen una imatge exacta de la seva obra. Una presentació realment autobiogràfica és gairebé impossible per a Gregori. El desenvolupament de la seva ment i personalitat continua sent de naturalesa purament especulativa.
Les opinions dels escrits de Gregori varien. "El seu caràcter ens sembla ambigu i enigmàtic", va observar el popularista jueu canadenc-americà Cantor. "Per una banda, era un administrador capaç i decidit, un diplomàtic hàbil i intel·ligent, un líder de la més gran sofisticació i visió; però, per altra banda, apareix en els seus escrits com un monjo supersticiós i crèdul, hostil a l'aprenentatge, cruament limitat com a teòleg i excessivament dedicat a sants, miracles i relíquies".

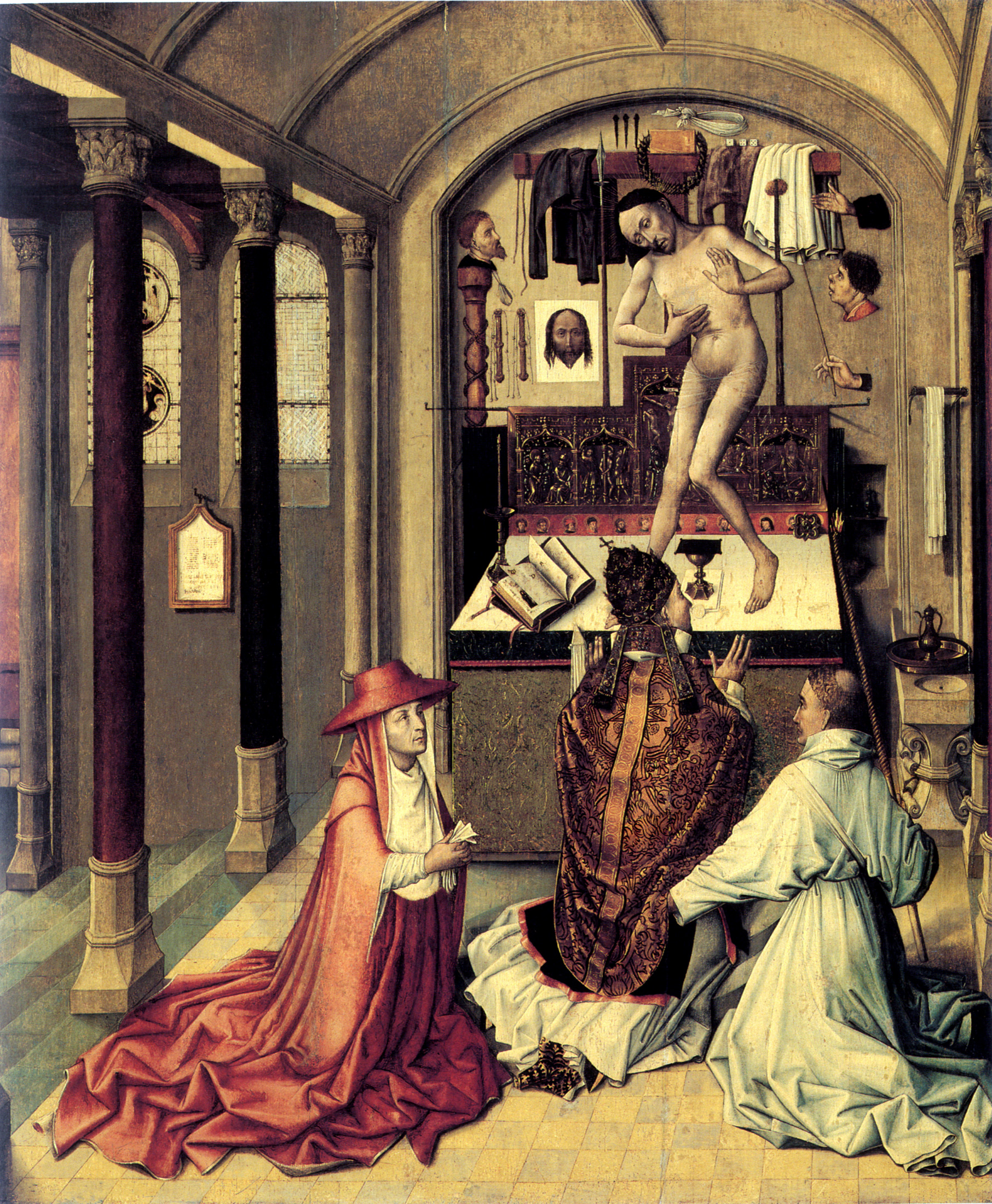
La Missa de sant Gregori, de Robert Campin, segle XV

### Identificació de tres figures dels Evangelis
Gregori va ser un dels que van identificar Maria Magdalena amb Maria de Betània, a la qual Jo 12:1-8 explica que havia ungit Jesús amb un preciós ungüent, un esdeveniment que alguns interpreten com el mateix que la unció de Jesús realitzada per una dona que Lluc (només entre els evangelis sinòptics) es relata com a pecador. Predicant el passatge de l'Evangeli de Lluc, Gregori va remarcar: "Aquesta dona, a qui Lluc diu pecadora ( Lc:7:37) i Joan en diu Maria, ( Jo:12:3) Crec que és la Maria de qui Marc parla (Mc 16:9) que set dimonis van ser expulsats. " Els erudits bíblics moderns distingeixen com a tres figures / persones separades, però dins de la població general (i fins i tot alguns seminaris), encara es creu que fan referència a la mateixa persona.

## Iconografia
En l'art, Gregori sol mostrar-se amb túniques pontificals completes amb la tiara i la doble creu, malgrat el seu hàbit de vestir-se realment. Les representacions anteriors mostren una tonsura monàstica i un vestit més clar. Les icones ortodoxes tradicionalment mostren sant Gregori vestit com un bisbe que sosté un llibre de l'Evangeli i beneeix amb la mà dreta. Està registrat que va permetre la seva representació amb un halo quadrat, que després s'utilitzava per als vius. Un colom és el seu atribut, a partir de la coneguda història atribuïda al seu amic Pere el Diaca, 
La pintura a l'oli de Ribera de Sant Gregori el Gran (vers el 1614) és de la col·lecció Giustiniani. La pintura es conserva a la Galleria Nazionale d'Arte Antica de Roma. El rostre de Gregori és una caricatura dels trets descrits per Joan el diàcon: calvície total, barbeta sobreeixida, nas semblant a bec, mentre que Joan havia descrit calvície parcial, una barbeta lleugerament sortint, un nas lleugerament aquilí i un aspecte sorprenent. En aquesta imatge, Gregory també té la seva esquena monàstica al món, que el veritable Gregori, malgrat la seva intenció exclusiva, poques vegades se li va permetre tenir.
Aquesta escena es mostra com una versió del retrat tradicional dels evangelistes (on els símbols dels evangelistes també es mostren de vegades dictant) a partir del segle x. Un primer exemple és la miniatura dedicatòria d'un manuscrit del segle xi de Moralia in Job de Gregori. La miniatura mostra l'escrivà, Bebo de l'abadia de Seeon, presentant el manuscrit a l'emperador del Sacre Imperi Romanogermànic, Enric II. A la part superior esquerra es veu l'autor escrivint el text sota inspiració divina. Normalment, el colom es mostra xiuxiuejant a l'orella de Gregori per obtenir una composició més clara.
El tema baixmedieval de la missa de sant Gregori mostra una versió d'una història del segle vii que es va elaborar en l'hagiografia posterior. Es mostra a Gregori dient missa quan apareix a l'altar Crist com l'home dels dolors. El tema era més comú als segles xv i xvi, i reflectia un èmfasi creixent en la presència real, i després de la reforma protestant es feia una afirmació de la doctrina contra la teologia protestant.
- Escultura de Gregori el Gran per Miquel Àngel, a l'altar Piccolomini de la Catedral de Siena.
- Escultura de Gregori el Gran per Guillaume Evrard a la col·legiata Sant-Denis a Lieja
- Papa Sant Gregori I el Gran

## Cites i anècdotes famoses

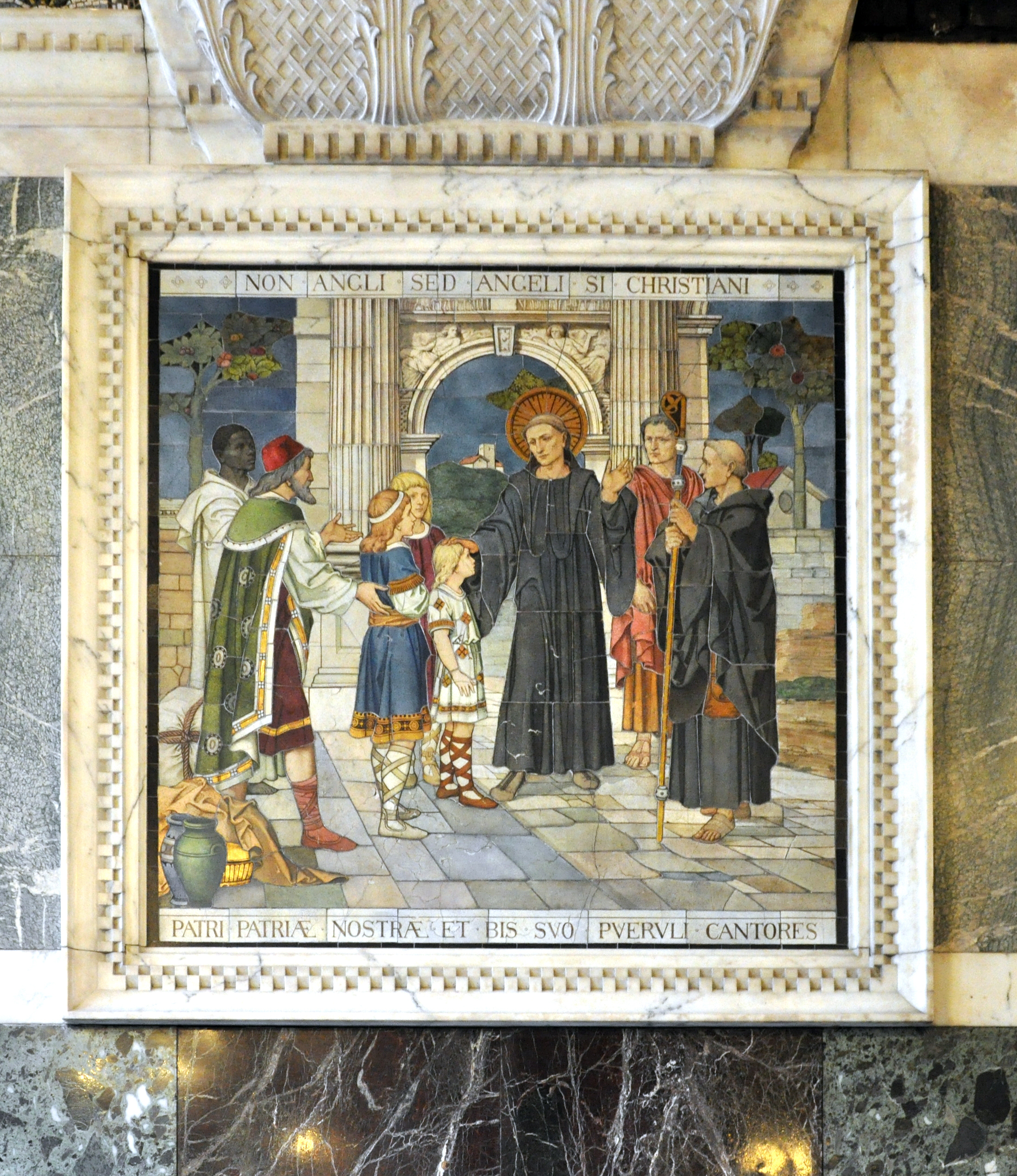
Mosaic del a la catedral de Westminster, Non Angli sed Angeli

- Non Angli, sed angeli, si forent Christiani.– "No són angles, sinó àngels, si fossin cristians".[67] Aforisme, que resumeix les paraules que Gregori va dir quan va trobar per primera vegada nois anglesos de pell pàl·lida en un mercat d'esclaus, provocant el seu enviament de Sant Agustí de Canterbury a Anglaterra per convertir els anglesos, segons Bede.[68] Va dir: "Ben anomenats, perquè tenen rostres angelicals i haurien de ser cohereus amb els àngels del cel."[69] Descobrint que la seva província era Deira, va afegir que serien rescatats de ira, "de la ira", i que el seu rei es deia Ælla, Alleluia, va dir. [l]
- Locusta, literalment, "llagosta". Tanmateix, la paraula sona molt com " loco sta ", que significa "Mantingueu-vos al lloc". El mateix Gregori va voler anar a Anglaterra com a missioner i va començar cap allà. El quart dia del viatge, mentre s'aturaven a dinar, una llagosta va aterrar a la vora de la Bíblia que Gregori llegia. Va exclamar, locusta! (llagosta). A l'reflexionar-hi, ell l'entenia com un senyal de cel mitjançant el qual Déu volia que sta boig, és a dir, romanen en el seu propi lloc. Dins d'una hora a un emissari del Papa[m] va arribar a recordar-ho.[69]
- "Suplico que no prengui el mal present. Per a qualsevol cosa, per insignificant que sigui, que s'ofereix a partir de la prosperitat de Sant Pere, s'ha de considerar una gran benedicció, ja que tindrà el poder d'atorgar-vos coses més grans, i per oferir-vos beneficis eterns amb Déu Totpoderós ".
- Pro cuius amore in eius eloquio nec mihi parco – "Per l'amor de qui (Déu) no m'escapo de la seva Paraula"[70][71] El sentit és que, atès que el creador de la raça humana i el seu redentor indigne li va donar el poder de la llengua perquè pogués presenciar, quin tipus de testimoni seria si no l'utilitzés, però preferia parlar amb infermitat?
- "Perquè el lloc dels hereus és un orgull en si mateix ... perquè el lloc dels malvats és orgull de la mateixa manera que, per contra, la humilitat és el lloc del bé".[41]
- "Qui es diu bisbe universal, o desitgi aquest títol, és, pel seu orgull, el precursor de l'Anticrist".[72]
- Non enim pro locis res, sed pro bonis rebus loca amanda sunt – "Les coses no s'han d'estimar pel bé d'un lloc, sinó que s'han d'estimar els llocs pel bé de les seves coses bones". Quan Agustí va preguntar si s'utilitzaven costums romans o gal·licans a la missa a Anglaterra, Gregori va dir, en paràfrasi, que no era el lloc que impartia bondat, sinó les coses bones que adornaven el lloc, i que era més important que agradés al Totpoderós . Haurien de triar què era "pia", "religiosa" i "recta" de qualsevol església i posar-ho davant la ment anglesa com a pràctica.[73]
- "Perquè l'estat de justícia i la raó suggereixen que qui desitgi que les seves pròpies ordres siguin observades pels seus successors hauria de guardar, sens dubte, la voluntat i les ordenances del seu predecessor."[74] In En les seves cartes, Gregori sovint emfatitzava la importància de respectar adequadament les últimes voluntats i testaments i de respectar els drets de propietat.
- "La compassió s'hauria de mostrar primer als fidels i després als enemics de l'església."[75]
- "Finalment, desitjant evitar tots aquests inconvenients, vaig buscar el refugi del monestir ... Ja que el vaixell que està amarrat per negligència és molt sovint (quan la tempesta es fa violenta) llançat per l'aigua del seu refugi a la riba més segura, doncs, sota la capa de l'ofici eclesiàstic, em vaig trobar submergit sobtadament en un mar d'assumptes seculars, i com que no havia mantingut la tranquil·litat del monestir quan en tenia possessió, vaig aprendre perdent-lo, fins a quin punt hauria de ser s'han celebrat[76] A In Moralia, sive Expositio in Job ("Comentari a Job", també conegut com Magna Moralia), Gregory descriu al bisbe Leander les circumstàncies en què es va fer monjo.
- "Els homes analfabets poden contemplar en les línies d'una imatge el que no poden aprendre mitjançant la paraula escrita."[77]
- Age quod agis (Feu el que esteu fent).[78] Al llarg dels segles, això es convertiria en una màxima reiterada de místics i directors espirituals catòlics que animen a mantenir el focus en el que es fa intentant servir el Senyor.
- "El penediment és plorar pel que s'ha fet i no fer el que es plora".[79]
- Una llegenda apòcrifa, sense fonament històric i basada en el mite d'Èdip, diu que els seus pares eren germans bessons i havien comès incest. La mare, quan va néixer, el ficà en un cistell i el deixà a la platja perquè el mar se l'endugués, però fou trobat per un pescador que el crià com a fill seu. Als sis anys, entrà en un convent, però en marxà per fer vida militar. Amb el temps, passà per molts llocs i arribà al lloc on havia nascut i s'hi casà amb la reina, vídua, que era, sense que ningú ho sabés, la seva mare. Quan van descobrir el nou incest, Gregori marxà i feu penitència durant disset anys, fins que fou elegit papa. La llegenda ha inspirat la novel·la Der Erwählte (L'elegit) de Thomas Mann.
- Quan accedí al papat, una greu epidèmia de pesta assolava Roma. Gregori va fer fer processons a Santa Maria la Major per demanar la fi de la plaga, però la reunió de gent n'incrementà els contagis. Quan, finalment, la pesta acabà, es diu que la gent va poder veure l'arcàngel Miquel embeinant la seva espasa sobre el mausoleu d'Hadrià, indicant que havia acabat. A partir de llavors, l'edifici rebé el nom de Castel Sant'Angelo ("castell del Sant Àngel") i s'hi col·locà una estàtua de l'arcàngel.
- Una tradició que es troba en manuscrits a partir del segle ix diu que Gregori dictava els seus càntics a un monjo que els copiava; els dos estaven separats per una cortina. Quan dictava, Gregori alternava moments de dictat amb altres de silenci; el monjo, encuriosit, va mirar per veure què feia el papa quan callava i veié que un colom blanc, posat a la seva espatlla, dictava els cants a cau d'orella de Gregori: eren, doncs, cants inspirats per l'Esperit Sant.

## Memorials

### Relíquies
Les relíquies de sant Gregori estan consagrades a la basílica de Sant Pere de Roma.

### Vides
A Gran Bretanya, l'apreciació per Gregori es va mantenir forta fins i tot després de la seva mort, sent anomenat Gregorius noster ("el nostre Gregori") pels britànics. Va ser a Gran Bretanya, en un monestir de Whitby, que es va escriure la primera vida completa de Gregori, cap al c. 713, per un monjo o, possiblement, per una monja. No obstant això, l'apreciació de Gregori a Roma i a la mateixa Itàlia no va arribar fins més tard. La primera vita de Gregori escrita a Itàlia no es va produir fins a Joan el Diaca al segle ix.

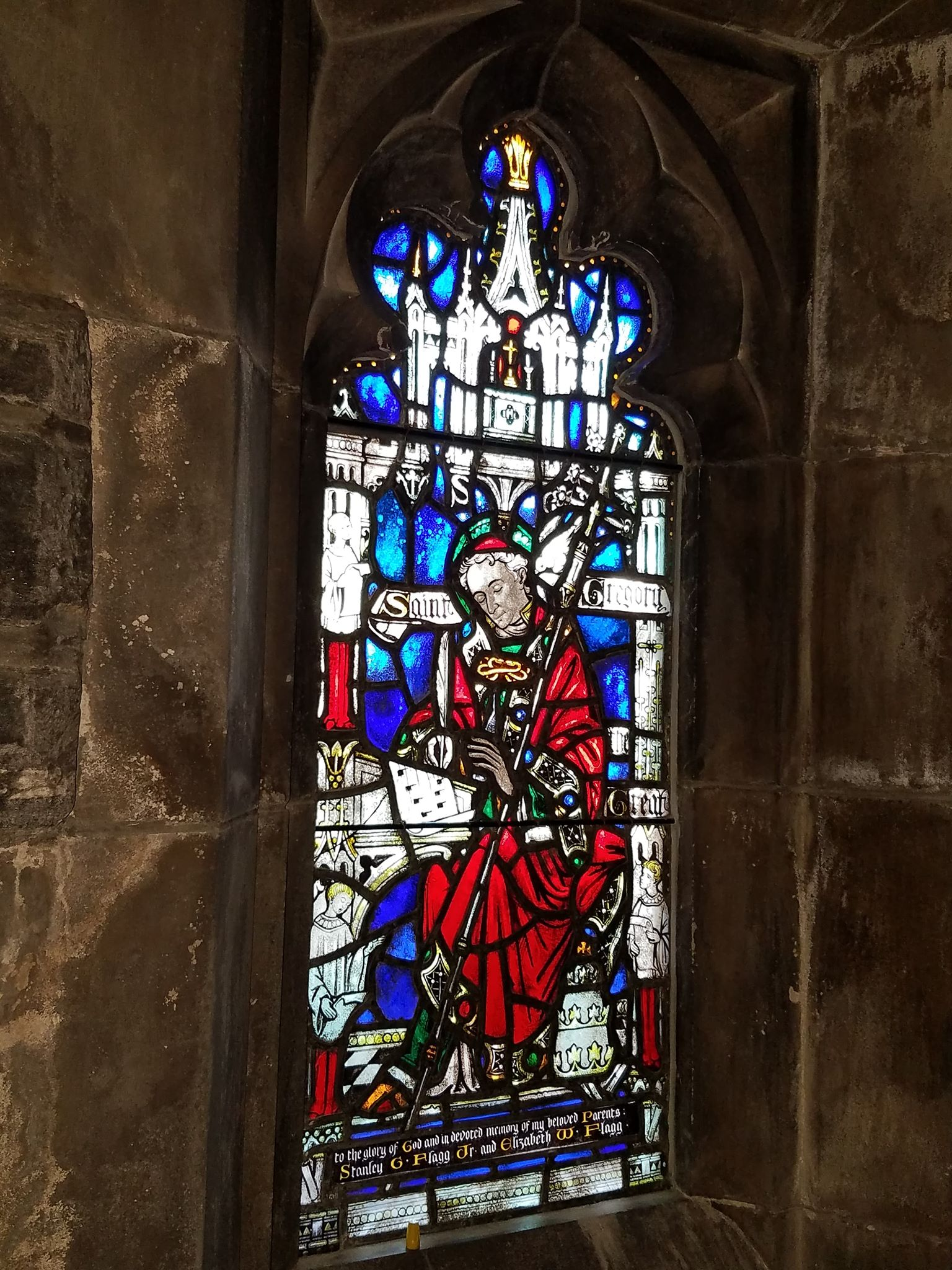
Finestra de Sant Gregori el Gran a l'Església del Bon Pastor (Rosemont, Pennsilvània)

### Monuments
L'església homònima de San Gregorio al Celio (en gran part reconstruïda a partir dels edificis originals durant els segles xvii i xviii) recorda la seva obra. Es diu que un dels tres oratoris annexats, l'oratori de santa Silvia, es troba sobre la tomba de la mare de Gregori.
A Anglaterra, Gregori, juntament amb Agustí de Canterbury, és venerat com l'apòstol de la terra i la font de la conversió de la nació.

### Música
El compositor italià Ottorino Respighi va compondre una peça anomenada Sant Gregori el Gran (San Gregorio Magno) que apareix com a quarta i última part de les seves obres de Windows Window (Vetrate di Chiesa), escrita el 1925.

### Dia de la festa
L'actual calendari general romà actual, revisat el 1969 segons les instruccions del Concili Vaticà II, celebra Sant Gregori el Gran el 3 de setembre. Abans d'això, se li assigna el seu dia de festa al 12 de març, el dia de la seva mort en 604. Després de l'establiment del Codi de rúbriquesdel Papa Joan XXIII el 1961, la celebració de la festivitat de Sant Gregori es va fer pràcticament impossible, ja que les reformes de Joan XXIII va prohibir el ple compliment de la majoria de festes durant la quaresma, durant les quals invariablement cau el 12 de març. Per aquest motiu, la festa de Sant Gregori es va traslladar al 3 de setembre, el dia de la seva consagració episcopal el 590, com a part de les reformes litúrgiques de Papa Pau VI.
L'església ortodoxa oriental i les esglésies catòliques orientals que segueixen el ritu bizantí continuen commemorant sant Gregori el 12 de març, que és durant la Gran quaresma, l'única vegada que s'utilitza la Divina litúrgia dels Dons Santificats, que nomena sant Gregori com a autor.
Altres esglésies també honoren a Gregori el Gran:
- el Sínode de l'Església Luterana – Missouri el recorda amb una commemoració el 3 de setembre[85]
- l'Església luterana evangèlica d'Amèrica el recorda amb una commemoració el 12 de setembre,[86]
- l'Església Episcopal dels Estats Units el recorda[87] amb una festa menor[87] el 12 de setembre[88][89]
- l'església anglicana del Canadà el recorda amb un Memorial el 3 de setembre.[90][91]
- Gregori el Gran és recordat a l'Església d'Anglaterra amb un Festival Menor el 3 de setembre.[92]